# Vimperk (zámek)
Vimperk je raně gotický hrad přestavěný na zámek ve stejnojmenném městě v okrese Prachatice. Stojí na ostrožně nad ústím Křesanovského potoka do říčky Volyňky v nadmořské výšce 750 metrů. V sedmnáctém století byl hrad renesančně přestavěn a dochovaná podoba pochází z novorenesančních úprav ve druhé polovině devatenáctého století. Zámecký areál je chráněn jako kulturní památka a v roce 2010 byl zapsán na seznam národních kulturních památek ČR. Od 1. ledna 2015 se nachází ve správě Národního památkového ústavu a je zpřístupněný veřejnosti.

## Historie

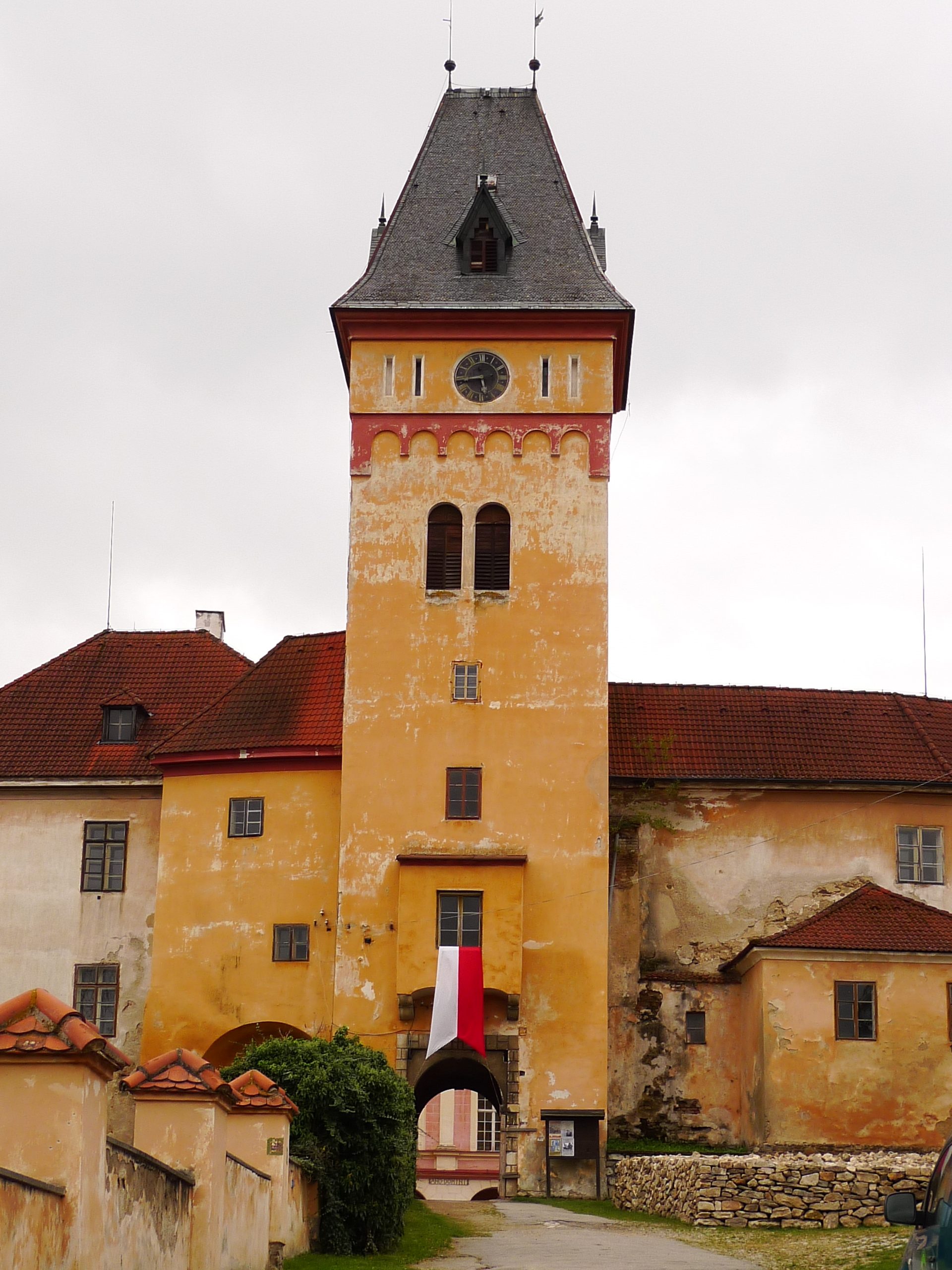
Brána horního zámku

Zakladatelem hradu byl pravděpodobně panovník. Zvíkovský purkrabí Purkart z Janovic, který je v roce 1264 uváděn s přídomkem z Vimperka, mohl být purkrabím i na Vimperku, který později od krále získal do manství nebo do vlastního majetku. Na konci 14. století hrad dostali od krále Václava IV. vladykové ze Sulevic. V roce 1479 bylo město i hrad spojeno v opevněný celek a tehdy byla také postavena předsunutá bašta Haselburk. V roce 1494 hrad zdědil rod Malovců z Chýnova, kteří o něj přišli za účast na stavovském povstání proti králi Ferdinandu I. Zabavený hrad koupil Jáchym z Hradce, od kterého ho získali Rožmberkové a posléze Novohradští z Kolovrat. V roce 1619 byl hrad obléhaný stavovským vojskem poškozen požárem, ale majitelé ho v letech 1622–1624 přestavěli na renesanční zámek.
Od roku 1630 se majiteli hradu stali Eggenbergové a po nich ho v roce 1719 získal Adam František ze Schwarzenbergu, v jehož rodu zůstal až do 20. století. V roce 1857 se zámek po požáru ze dne 20. července dočkal posledních stavebních úprav a později v něm sídlily úřady a kasárna. V roce 1948 byl zámek zestátněn. V druhé polovině 20. století se na zámku nacházely byty Správy Jihočeských lesů a kanceláře Správy Chráněné krajinné oblasti Šumava. od roku 1961 část zámku využívalo také městské muzeum.
Po roce 1990 připadl zámek městu Vimperk, které jej za sedm milionů korun prodalo Správě národního parku Šumava. V části zámku bylo umístěno muzeum. Začátkem července 2014 byl oficiálně potvrzen převod zámku Vimperk ze správy ministerstva životního prostředí na ministerstvo kultury. Od 1. ledna 2015 byla správa zámku svěřena Národnímu památkovému ústavu (územní památková správa v Českých Budějovicích), který realizuje rozsáhlé opravy zanedbané památky (předpokládané trvání oprav v ceně jednoho sta milionů korun je pět let) a plánuje její postupné zpřístupnění. Stavební práce, doprovázené archeologickými a stavebními průzkumy, začaly na jaře 2019.

### Přehled majitelů
- 1260 Přemysl Otakar II.
- 13. a 14. století Janovicové
- ?–1312 Bavor ze Strakonic
- 1375 Jan Rotlev
- 1494 Kaplířové ze Sulevic
- 1494–1547 Malovcové z Chýnova
- 1553–1554 Jáchym z Hradce
- 1554–1601 Rožmberkové
- 1601–1630 Novohradští z Kolovrat
- 1630–1719 Eggenbergové
- 1719–1945 Schwarzenbergové
- 1945–1992 Československý stát a od roku 1993 Český stát
  - Město Vimperk
  -  ?–2014 Správa Národního parku Šumava (Ministerstvo životního prostředí); předsunuté opevnění Haselburg do soukromých rukou
  - od roku 2015 Národní památkový ústav (Ministerstvo kultury)

## Stavební podoba

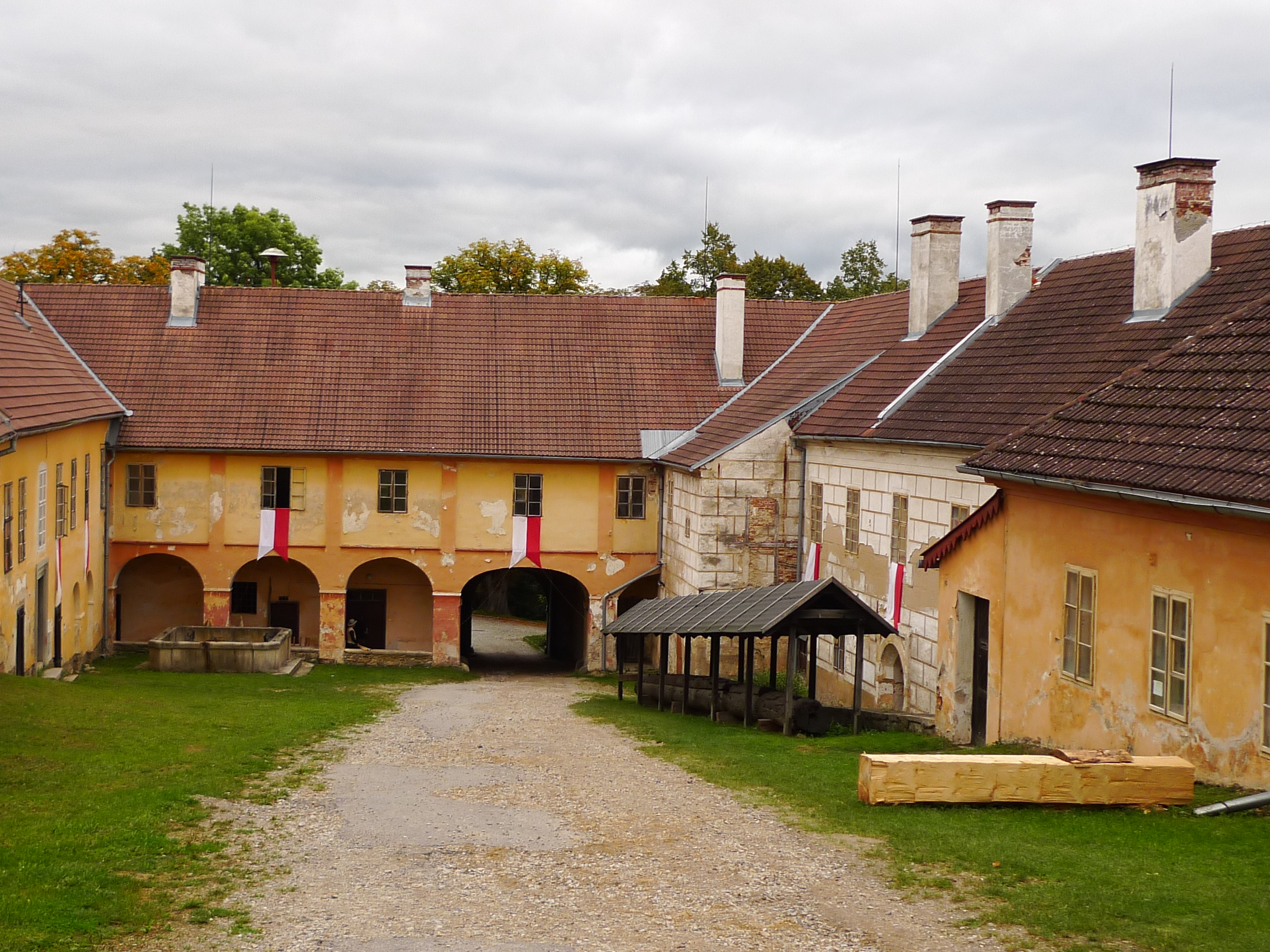
Renesanční budovy v předhradí

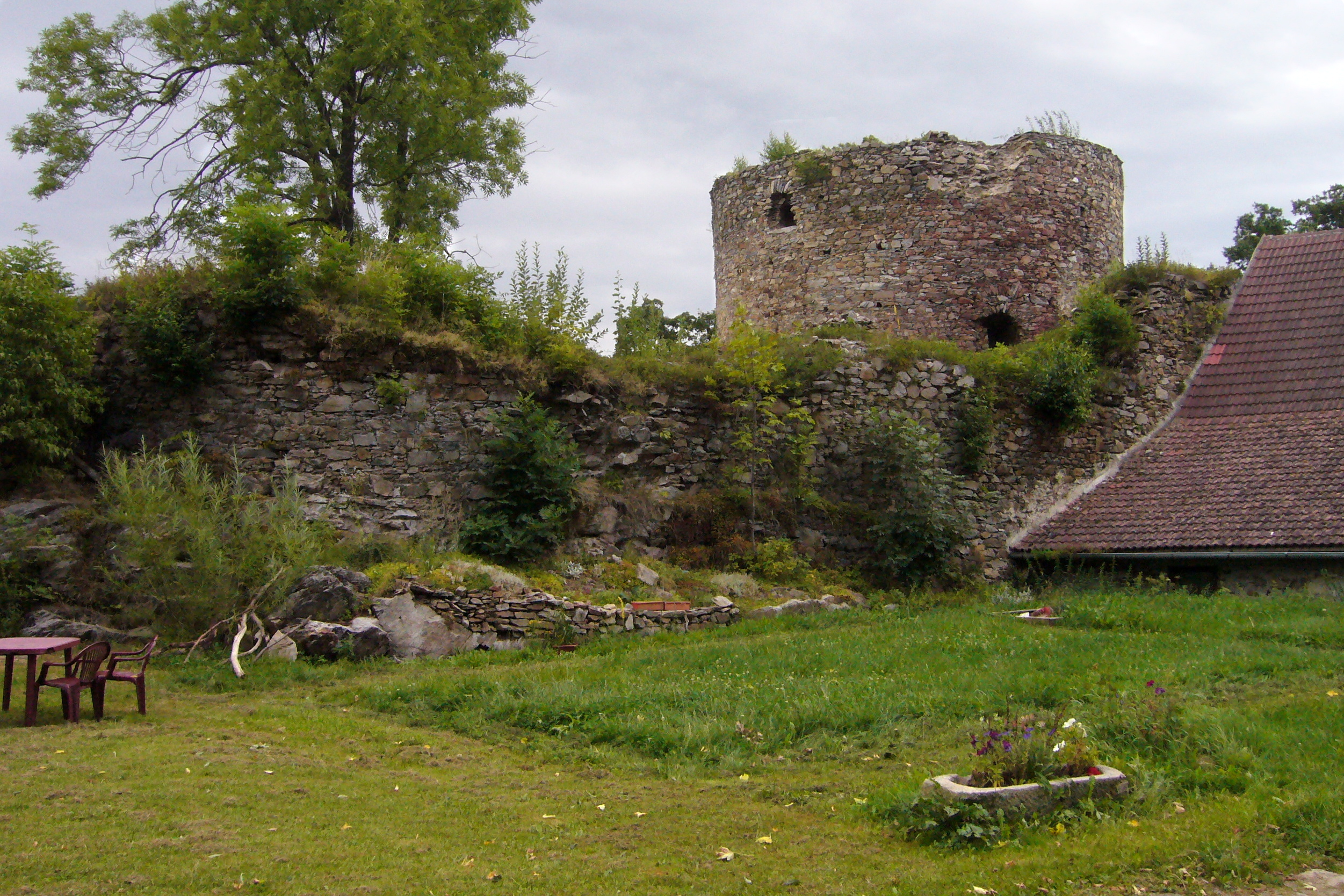
Haselburk

Staveniště hradu mělo ve své první fázi oválný půdorys a bylo od zbytku návrší odděleno mohutný příkopem. Vstupovalo se do něj od severu branou, ke které vedl zemní násyp. Za ní se nacházelo první nádvoří, jehož zástavbu neznáme. Jeho jižní hradba původně procházela prostorem nádvoří. Před hlavní hradbou byl ještě parkán. Hradní jádro mělo lichoběžníkový půdorys a ze dvou stran ho obklopoval vnější hrad. Podél delších stran nádvoří jádra stála dvě palácová křídla. Severozápadní křídlo, které se v přestavěné podobě částečně dochovalo, navazovalo na obytnou Vlčkovu věž s přízemím zaklenutým čtyřmi poli křížové klenby a prvním patrem s valenou klenbou.
Snad již ve 13. století byl upraven obranný systém hradu. Hradba na jihozápadě byla posunuta před původní obrys hradu a zesílena okrouhlou věžicí a v získaném prostoru vznikla podsklepená budova. Další okrouhlá a snad i čtverhranná věžice byla postavena na severovýchodě. Okolo roku 1400 byl v nejvyšší části prvního nádvoří horního hradu postaven archeologicky doložený okrouhlý bergfrit. Při stejném výzkumu bylo zjištěno, že dnešní terénní podoba hradního jádra je výsledkem úprav ze druhé poloviny 19. století.
V pozdní gotice za Kaplířů ze Sulevic byl přemístěn vstup do hradu na východní stranu, kde byla postavena čtverhranná branská věž. Jižní strana hradu byla posunuta blíže k městu a napojily se na ní hradby městského opevnění. Vznikl zde trojprostorový palác. První nádvoří bylo rozděleno hradbou a upraveno bylo také druhé patro Vlčkovy věže.
V 17. století byly postaveny hospodářské budovy zámeckého předhradí. Do horního zámku vede brána s vyznačeným letopočtem 1622. Součástí zámku jsou tři kašny a kaple svatého Josefa.

### Haselburk
Severně od hradu se nacházelo návrší, které se s rozvojem dělostřelby v 15. století stalo nebezpečným pro obranu hradu, protože z děl na něm umístěných mohli útočníci hrad pohodlně ostřelovat. Na nejnebezpečnějším místě proto vznikla předsunutá bašta Haselburk. Z jejích děl mohli obránci vějířovitě ostřelovat oblast na severní a severovýchodní straně. Podle Tomáše Durdíka patří bašta k nejlépe zachovaným a nejlépe provedeným stavbám svého druhu v Česku.
Hlavní stavbou bašty byla okrouhlá bateriová věž s průměrem čtrnáct metrů, která se dochovala do výšky druhého patra. Její suterén je zaklenutý křížovou klenbou. Vcházelo se do ní vstupem v prvním patře. Ten byl přístupný po ochozu vysazeném na mohutných kamenných krakorcích a navíc umožnil plynulý pohyb mezi oběma konci na věž navazující hradby. Krakorce však byly později vytrhány. Prostor u věže chránila hradba, jejíž síla dosahuje v nejohroženějším místě osmi metrů. Hradební ochoz byl krytý stříškou a zeď prolamuje dělostřelecká střílna a dvě dělostřelecké komory. Před branou umístěnou pod věží býval příkop, přes který se přecházelo po padacím mostě. Celý areál navíc chránila fragmentárně dochovaná parkánová hradba.

## Návštěvnost
| Rok  | Počet návštěvníků |
| ---- | ----------------- |
| 2015 | 10 297            |
| 2016 | 10 526            |
| 2017 | 10 771            |

## Galerie

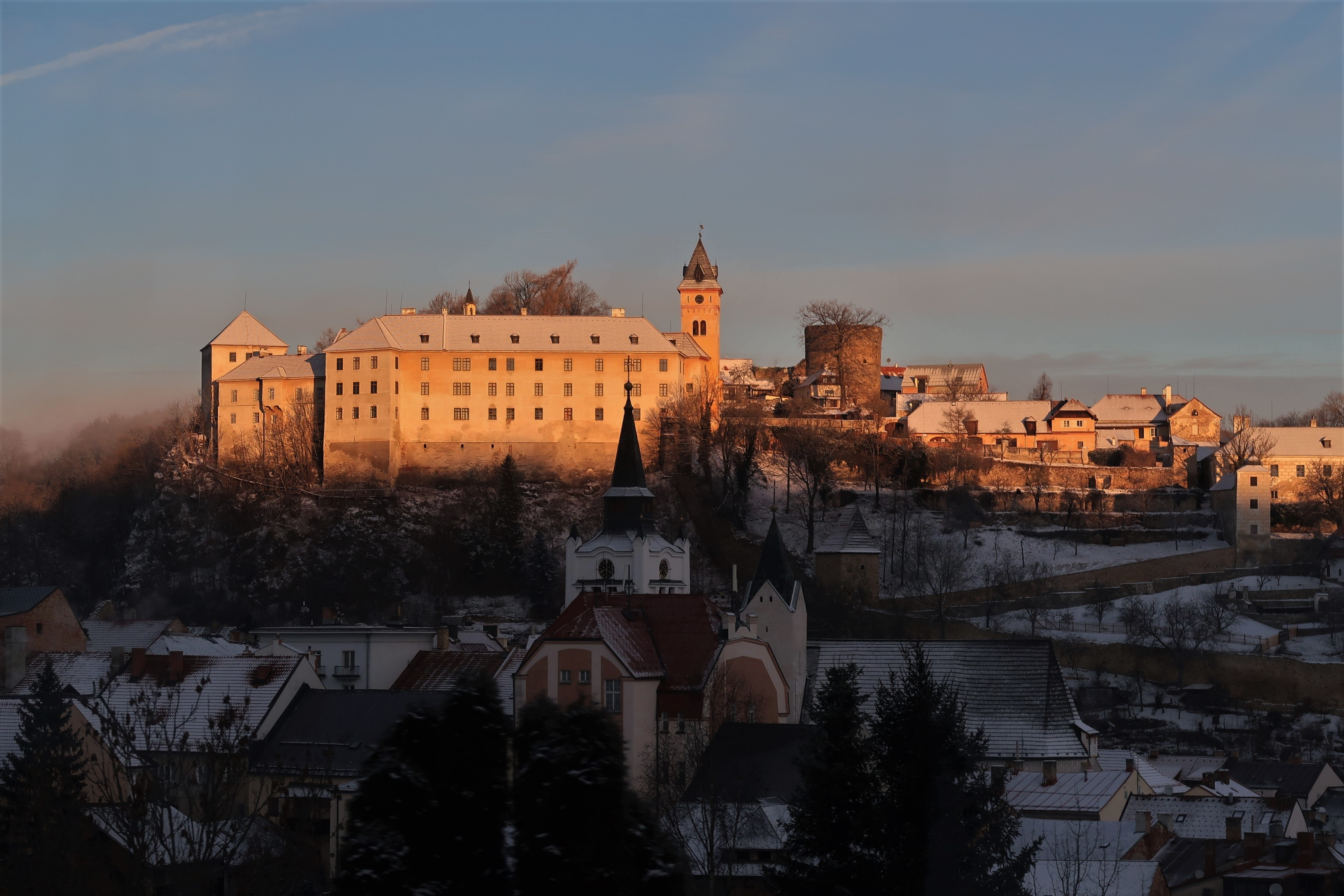
Pohled od jihu z železniční trati Vimperk-Volary
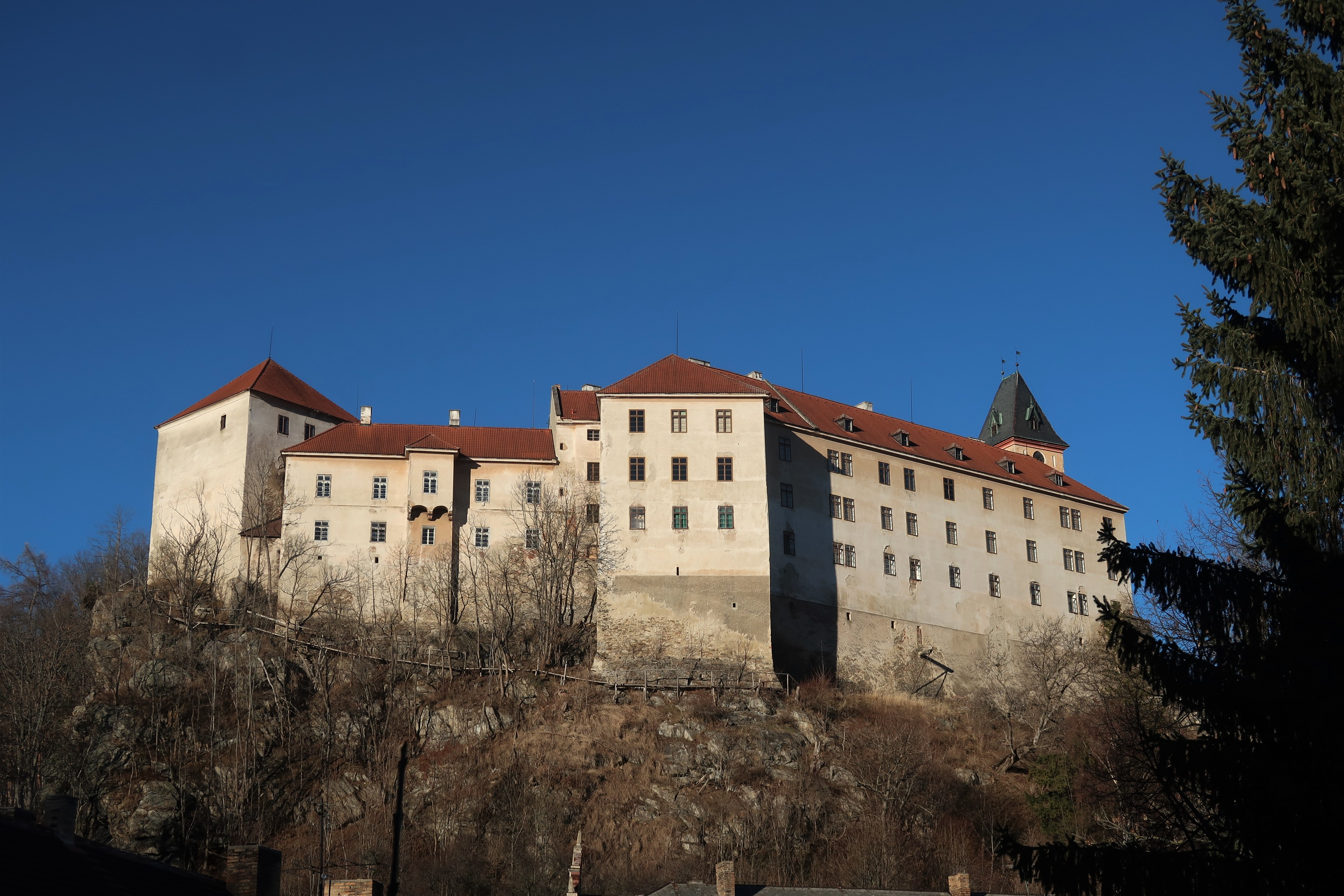
Pohled od jihozápadu z vyhlídky na pivovarských terasách
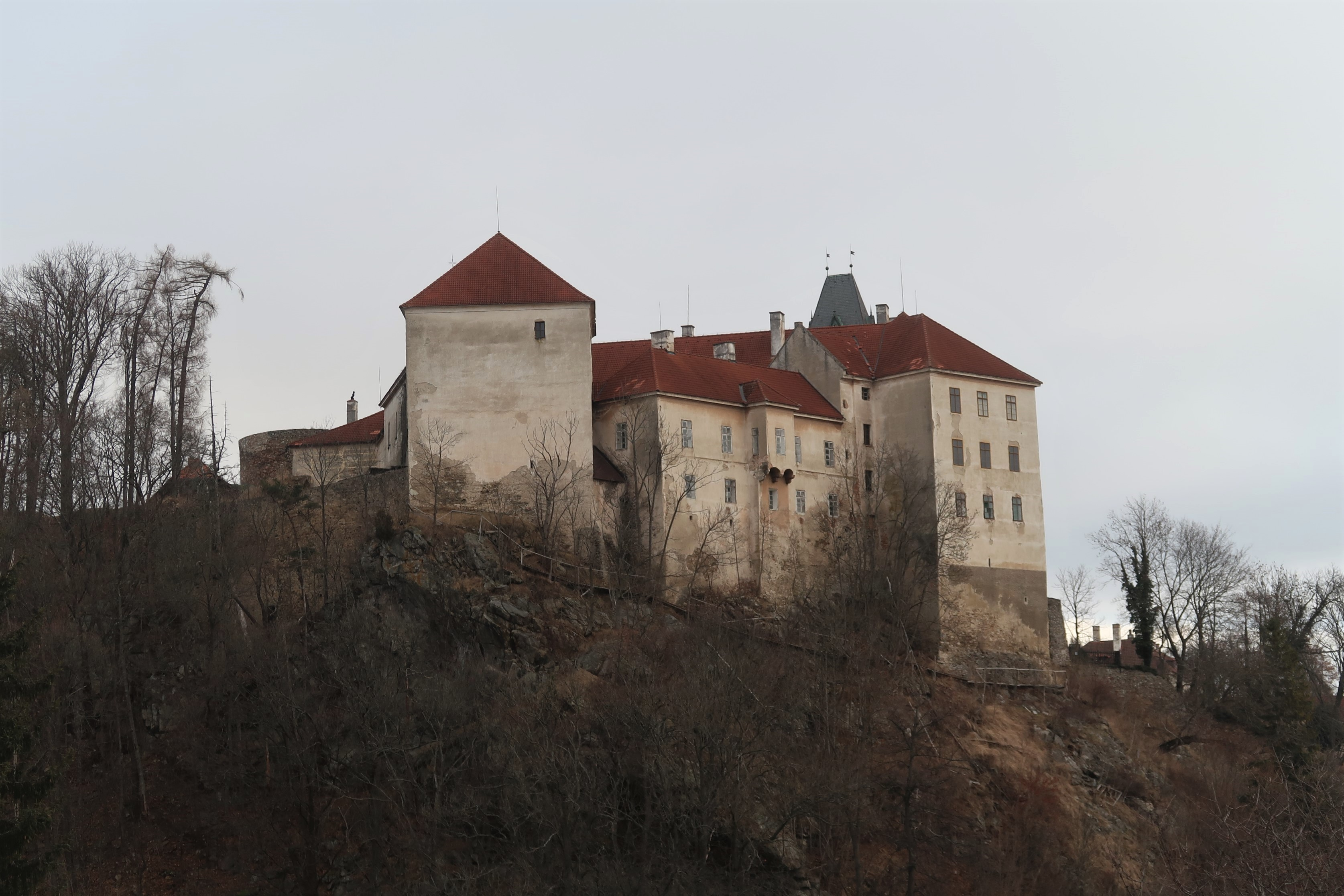
Pohled od západu z vyhlídky v Zahradní ulici
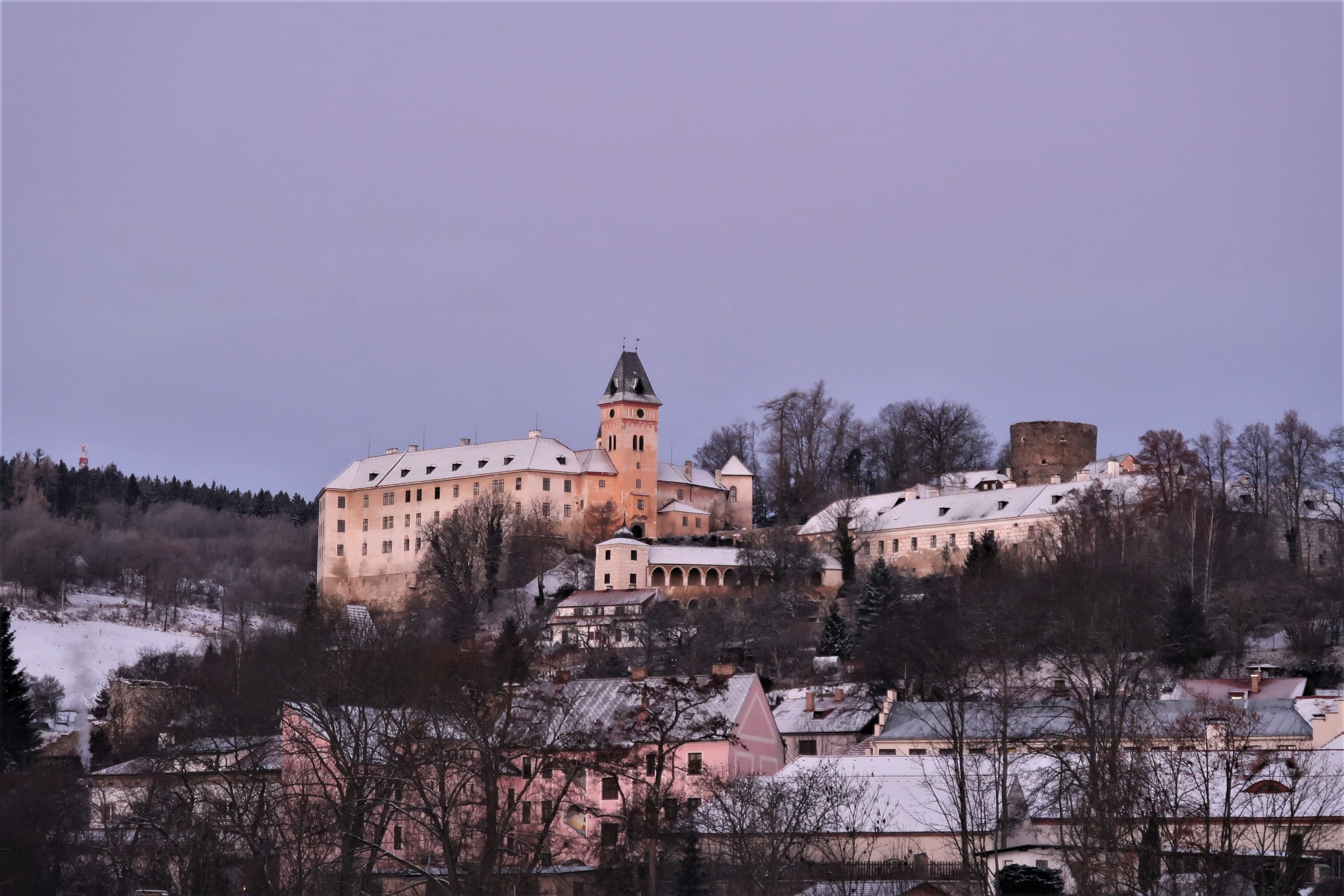
Pohled od východu z Pražské ulice
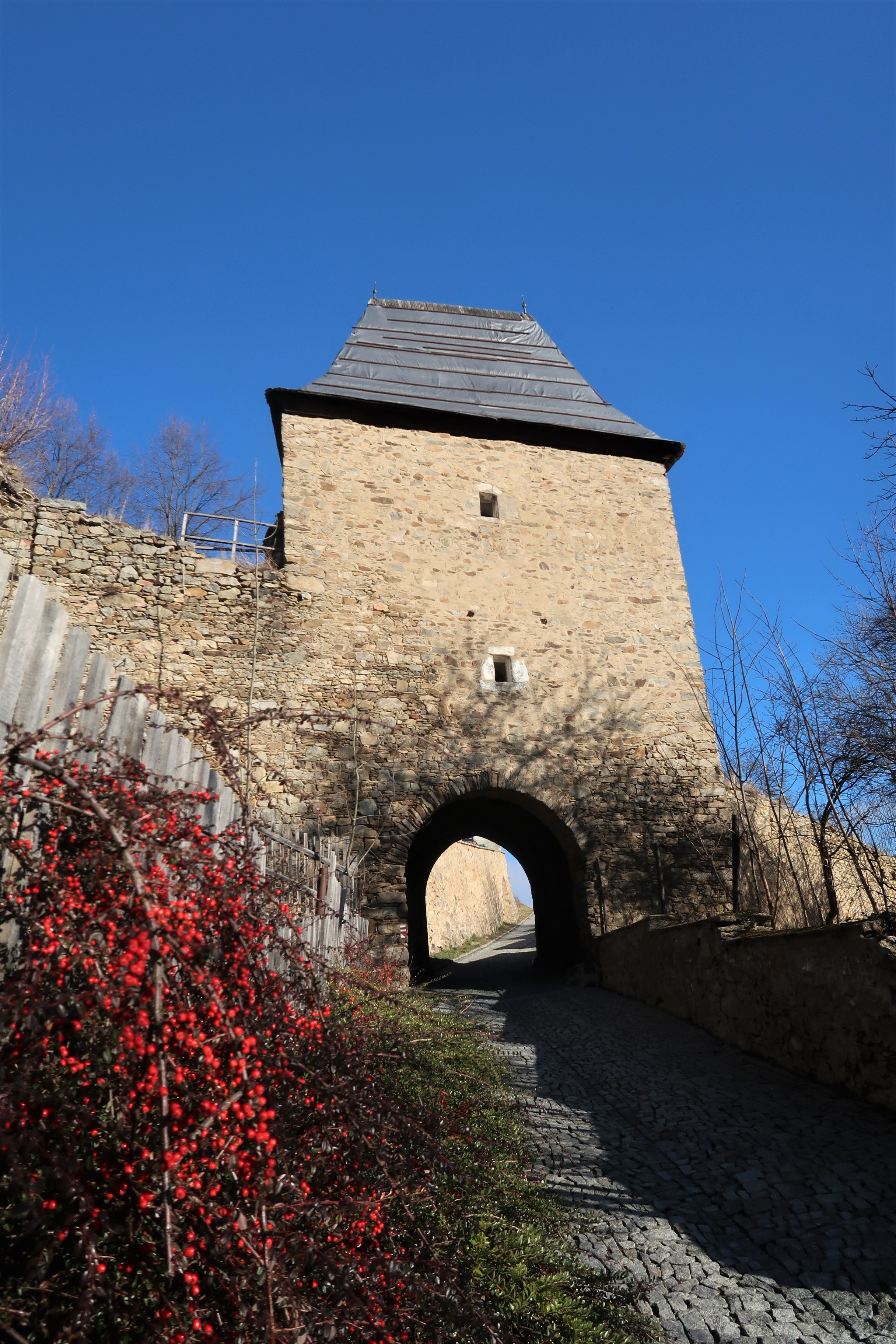
Černá věž cestou z města do zámku
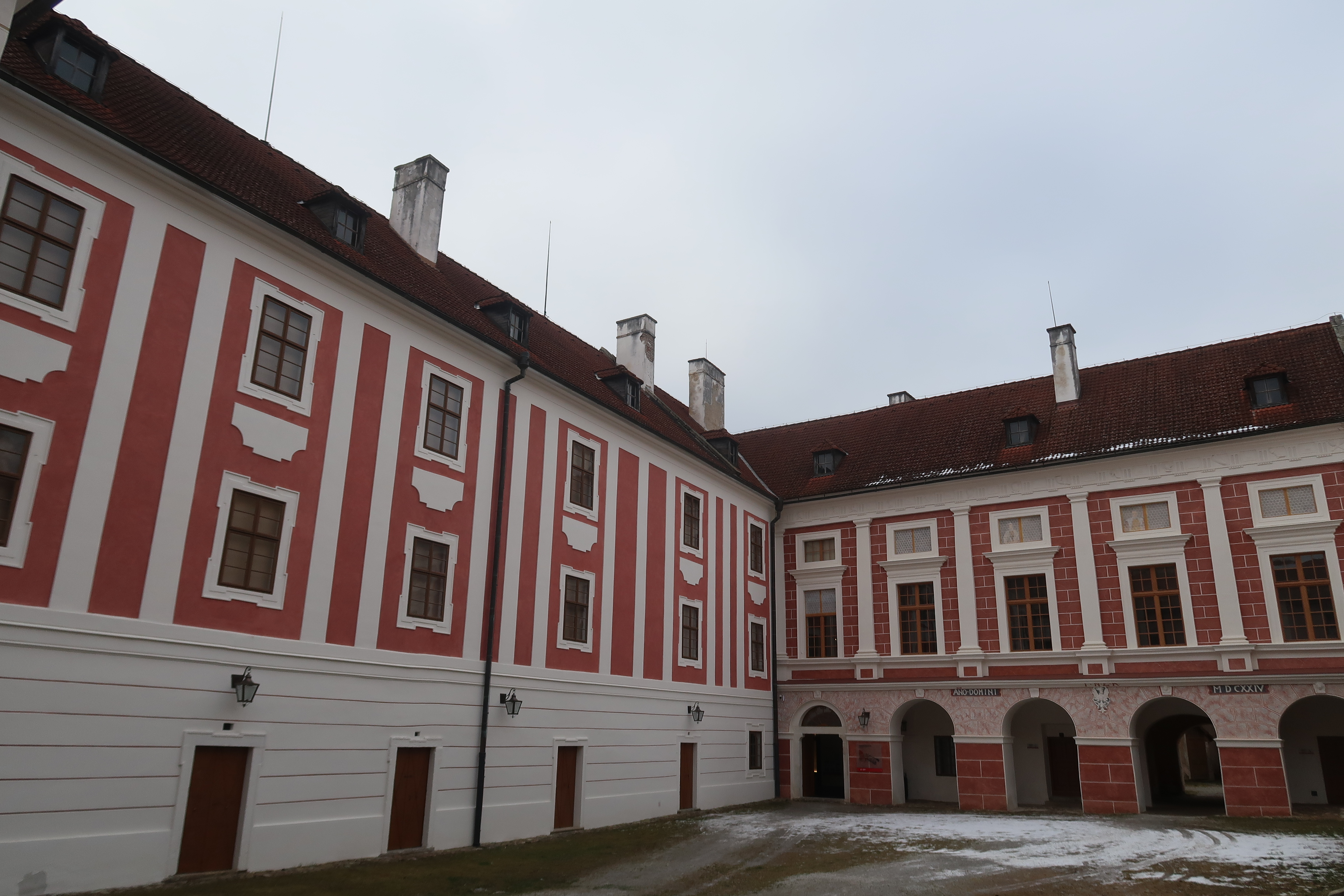
Druhé nádvoří
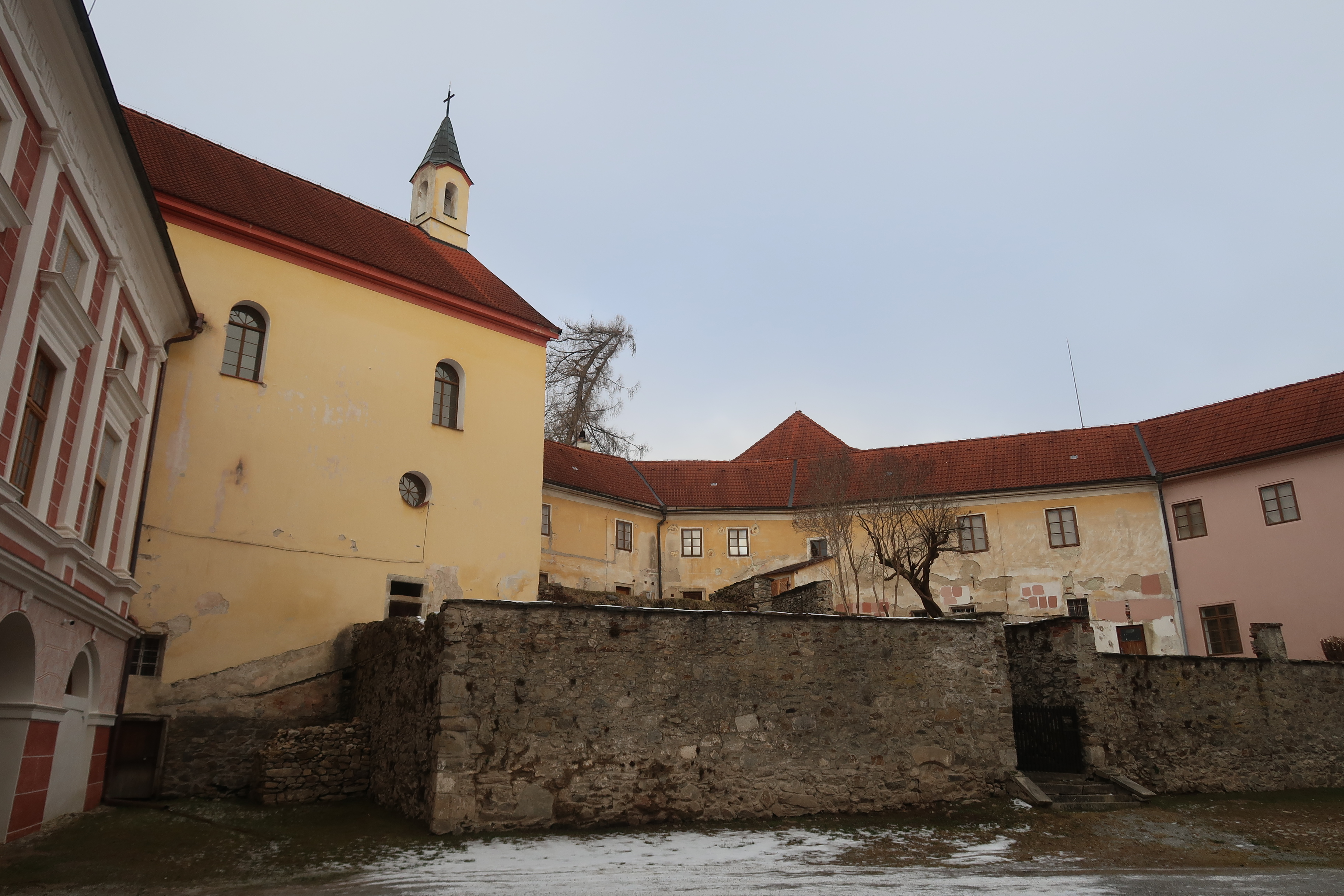
Druhé nádvoří s kaplí sv. Josefa
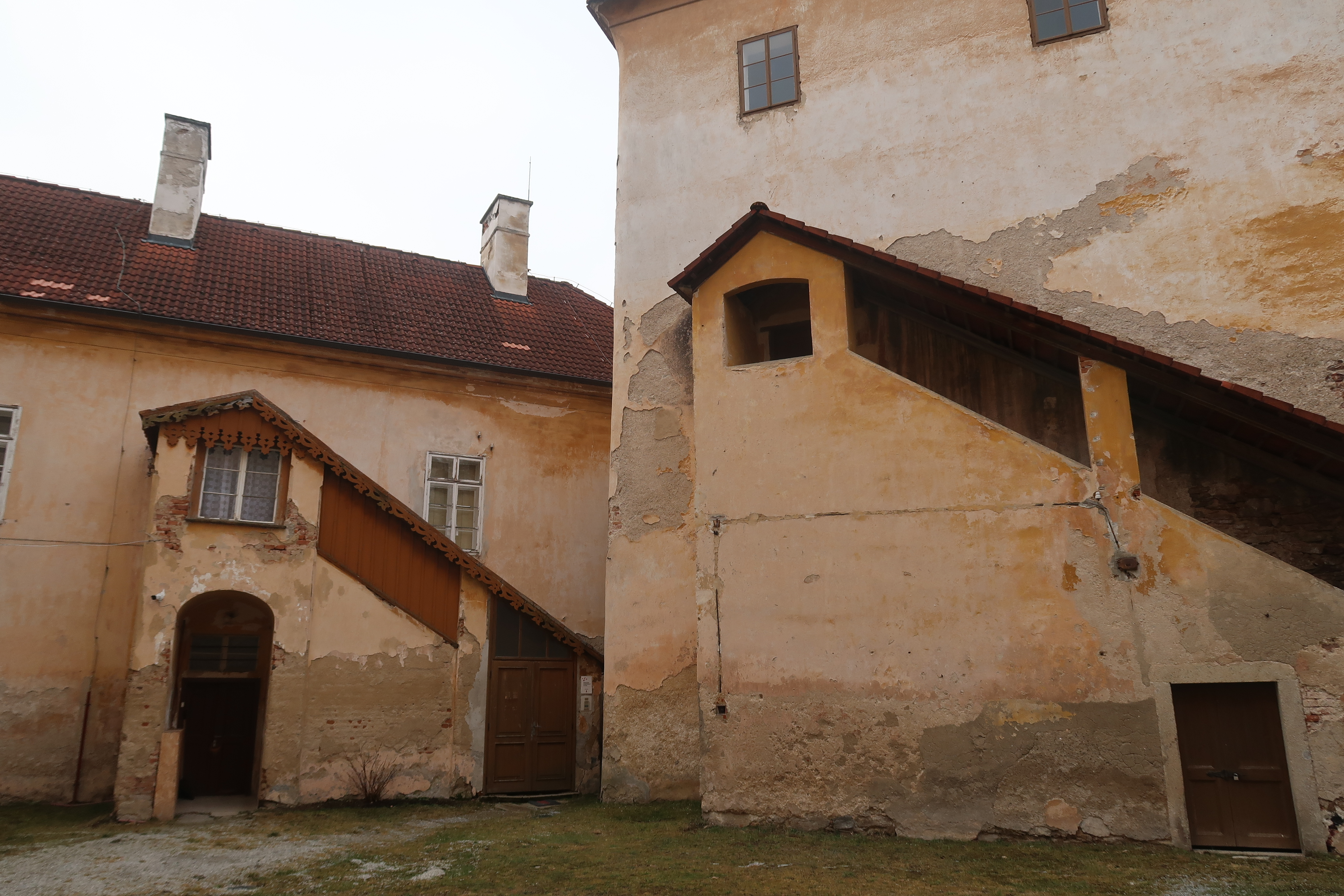
Třetí nádvoří
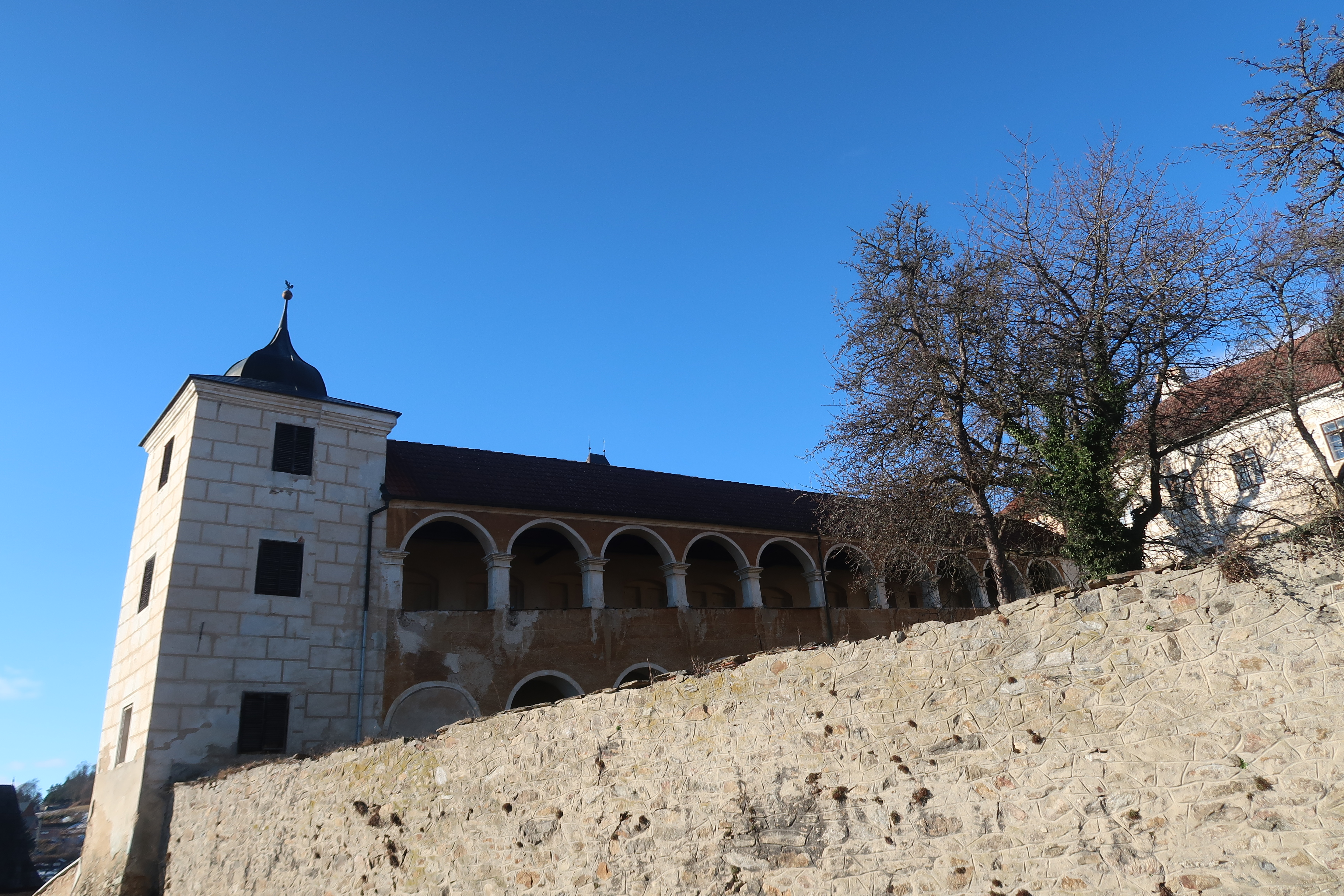
Dolní zámek
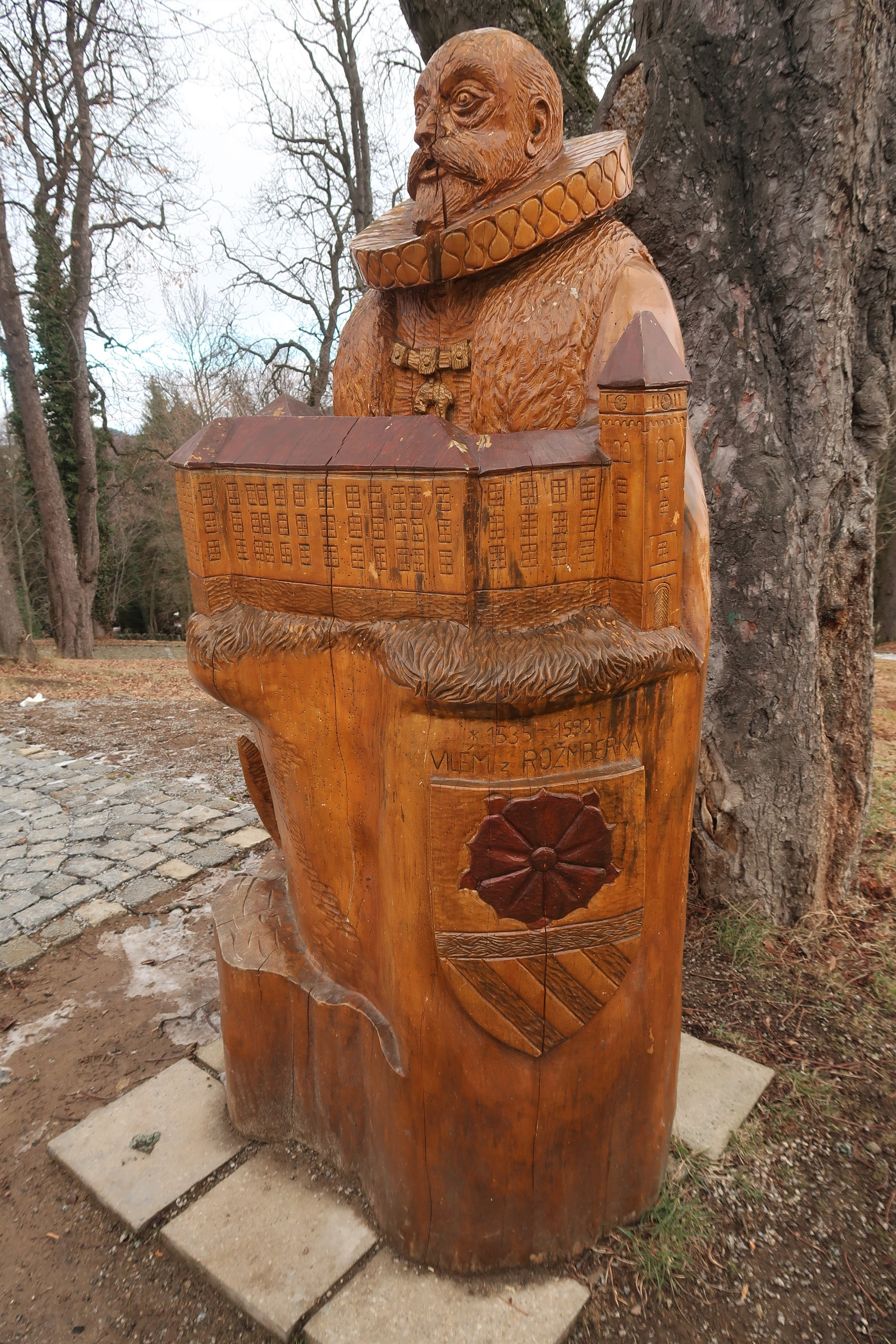
Dřevěná socha Viléma z Rožmberka s modelem zámku před hlavním vstupem